# Nedo Nadi
Nedo Nadi (ur. 9 czerwca 1894 w Livorno, zm. 29 stycznia 1940 w Rzymie) – włoski szermierz, wielokrotny medalista olimpijski. Brat Aldo.
Jego trenerem był jego ojciec, Beppe Nadi, nauczyciel szermierki. 
Na igrzyskach olimpijskich w Sztokholmie w 1912 roku zdobył złoty medal we florecie indywidualnym. Miał wówczas niewiele ponad osiemnaście lat. W rundzie finałowej wygrał wszystkie siedem pojedynków i wyprzedził na podium rodaka, Pietro Speciale i Austriaka Richarda Verderbera. Startował tam także w szabli, zajmując piąte miejsce indywidualnie i drużynowo. Na igrzyskach olimpijskich w Antwerpii w 1920 roku wystąpił w pięciu z sześciu konkurencji, za każdym razem zdobywając złoto. Najpierw razem z Tommaso Costantino, Aldo Nadim, Abelardo Olivierem, Oreste Pulitim, Pietro Speciale, Rodolfo Terlizzim i Baldo Baldim zwyciężył we florecie drużynowym. W turnieju indywidualnym wygrał dziesięć z jedenastu pojedynków finałowych, wyprzedzając Francuzów: Philippe'a Cattiau i Rogera Ducreta. Następnie razem z kolegami z reprezentacji zwyciężył w szpadzie drużynowej. W szabli drużynowej Włosi w składzie: Nedo Nadi, Aldo Nadi, Oreste Puliti, Baldo Baldi, Francesco Gargano, Giorgio Santelli i Dino Urbani zwyciężyli, wygrywając wszystkie siedem walk finałowych. W szabli indywidualnej wygrał wszystkie jedenaście pojedynków rundy finałowej i wyprzedził na podium swego brata oraz Holendra Adrianusa de Jonga.
Na igrzyskach w 1920 Nadi był chorążym reprezentacji Włoch.
Żaden szermierz nie zdobył tylu medali na jednych igrzyskach co Nedo Nadi. Pięć złotych medali pozostawało rekordem do 1972, kiedy Mark Spitz siedmiokrotnie zwyciężał na igrzyskach olimpijskich w Monachium.
W czasie I wojny światowej służył w Królewskich Wojskach Lądowych (Regio Esercito) jako porucznik kawalerii. Brał między innymi udział w zdobyciu Trydentu. Odznaczony brązowym Medalem za Męstwo Wojskowe.
Po wojnie został trenerem, do 1940 był też Prezesem Włoskiej Federacji Szermierki.